# خلية بروكسل الإرهابية التابعة لتنظيم الدولة الإسلامية

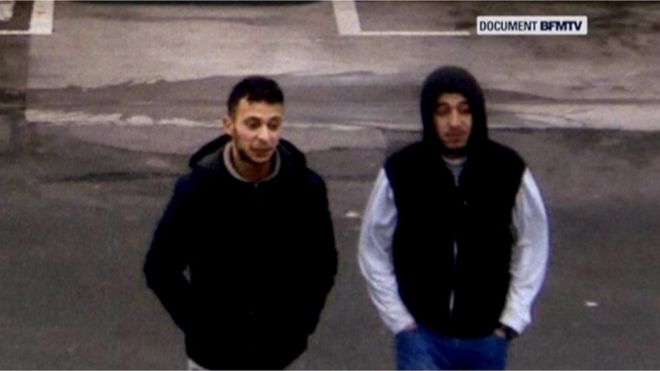

خلية بروكسل الإرهابية التابعة لتنظيم الدولة الإسلامية هي مجموعة من الأشخاص ارتبطت أسماؤهم بشنّ هجمات واسعة النطاق في باريس عام 2015 وبروكسل عام 2016، فضلًا عن هجمات إرهابية أصغر حجمًا في أنحاء متفرقة من الاتحاد الأوروبي. وترتبط تلك الخلية الإرهابية بالدولة الإسلامية في العراق والشام، وهي منظمة إرهابية جهادية تتخذ من سوريا والعراق مقرًا لها ويقودها أبو بكر البغدادي.

## خلفية
قبل تلك الهجمات، كانت عدة هجمات إرهابية أخرى منسوبة للإسلام في بلجيكا، وتم تنفيذ عدد من عمليات مكافحة الإرهاب. في عام 2014، هاجم رجل مسلح ذو علاقة بالحرب الأهلية السورية متحف يهودي يبلجيكا في بروكسل، مما أسفر عن مقتل أربعة أشخاص. وفي يناير / كانون الثاني 2015، شملت عمليات مكافحة الإرهاب ضد جماعة يعتقد أنها تخطط لعملية ثانية مشابهة لشارلي ابدو في بروكسل وزافنتيم. أسفرت العملية عن مقتل اثنين من المشتبه بهم. في أغسطس / آب 2015، أطلق مسلح إرهابي النار وطعن بعض المسافرين على متن قطار فائق السرعة في طريقه من أمستردام إلى باريس عبر بروكسل، قبل أن يتعرض له الركاب.
بلجيكا لديها العديد من المواطنين الذين يقاتلون من أجل القوات الجهادية بنسبة مرتفعة عن أي بلد آخر في أوروبا الغربية، مع ما يقدر ب 440 بلجيكيًا قد غادروا إلى سوريا والعراق اعتبارًا من يناير 2015. وبسبب ضعف جهاز الأمن البلجيكي ووكالات المخابرات المتنافسة، أصبحت بلجيكا مركزًا للتجنيد الجهادي والأنشطة الإرهابية.

## المشتبه فيهم الرئيسيون

### عبد الحميد أبا عود
عبد الحميد أبا عود (8 أبريل 1987 - 18 نوفمبر 2015) إرهابي بلجيكي مغربي، أمضى بعض الوقت في سوريا، والمشهورة بكونها معقل عمل وتدريب للجماعات المتطرفة. وكان يشتبه في أبا عود أنه نظم هجمات إرهابية متعددة في بلجيكا وفرنسا، ومن المعروف أنه مدبر هجمات باريس نوفمبر 2015. وقبل هجمات باريس، صدر أمر دولي بالقبض على عبد الحميد أبا عود بسبب أنشطته في تجنيد الأفراد للإرهاب الإسلامي في سوريا.

### صلاح عبد السلام
صلاح عبد السلام (ولد في 15 سبتمبر 1989) بلجيكي ولد في فرنسا من أصل مغربي. وهو متهم بالتورط في الهجمات التي وقعت في باريس في 13 نوفمبر 2015، من خلال تقديم الدعم اللوجستي للمهاجمين ونقلهم إلى مواقعهم المستهدفة. كما يعتقد أنه كان مسؤولا عن الخدمات اللوجستية للمجموعة الإرهابية.

## منفذو عملية باريس
قامت ثلاثة فرق، تضم كل منها ثلاثة أشخاص، بتنفيذ الهجمات في باريس. كان الإرهابيون يرتدون سترات وأحزمة متفجرة مع صواعق متطابقة. توفي سبعة من الجناة في مواقع تنفيذ الهجمات الإرهابية. وقتل الاثنان الاخران بعد خمسة أيام في غارة شنّتها شرطة داينيس.
فجر ثلاثة انتحاريين أنفسهم بالقرب من استاد فرنسا:
- بلال هادفي، وهو فرنسي يبلغ من العمر 20 عامًا كان يعيش في بلجيكا. حاول هادفي دخول ستاد دو فرانس ولكن فجر نفسه في مكان قريب بعد أن رُفض دخوله.[22] قاتل مع داعش في سوريا لأكثر من عام، وكان مؤيدًا لمجموعة بوكو حرام النيجيرية المتطرفة.[23] في الأشهر التي سبقت الهجمات، كان نشطًا على وسائل التواصل الاجتماعي، ونشر رسائل مؤيدة للجهادية، وتواصل مع الفرع الليبي لداعش.[24] كان المدعون البلجيكيون على علم بذهاب هادفي ذهب للقتال في سوريا لكنهم لم يعرفوا بعودته إلى الاتحاد الأوروبي مرة أخرى.[22]
- حمل مفجر آخر جواز سفر ينتمي إلى سوري يبلغ من العمر 25 عاما يدعى «أحمد المحمد».[22][23] تم تسجيل حامل جواز السفر على أنه لاجئ سوري بهذا الاسم في ليروز في أكتوبر / تشرين الأول لدى وصوله من تركيا.[25] تطابقت بصمات المهاجم تلك التي سجلت عند التسجيل لدى وصوله إلى ليروز.[22][26][27][28][29] وخلص المسؤولون الفرنسيون إلى أن «أحمد المحمد» ربما كان جنديًا سوريًا ميتًا سُرق جواز سفره بعد أن قُتل في سوريا.[30][31] عرفته داعش بعد ذلك على أنه «عكاشة العراقي»، في إشارةٍ منها إلى أنه من العراق (العراق).[32]
- لم تستطع الشرطة الفرنسية التعرف على الانتحاري الثالث بعد، لكن صورته الصادرة عن السلطات كانت مطابقة لصورة نشرتها البي بي سي تعود لرجل كان يسافر مع «أحمد المحمد» تحت اسم«محمد المحمود» عند وصوله إلى ليروز.[33] ومثل الكثير غيره من المفجرين مجهولي الهوية، عرفته داعش على أنه رجل عراقي، تحت اسم «علي العراقي».[32]

ويُعتقد أن اثنين من الرجال جنبًا إلى جنب مع عبد الحميد أبا عود) نفذوا عمليات إطلاق النار في الحانات والمطاعم في باريس:
- قام إبراهيم عبد السلام، وهو فرنسي يبلغ من العمر 31 عامًا، وهو أحد أعضاء خلية سينت-يانس-مولينبيك الإرهابية في بلجيكا، بإطلاق النار في الإدارات رقم 10 و 11 في باريس. ثم فجّر نفسه بعد ذلك بوقت قصير في مطعم كومبتور فولتير في شارع فولتير.[22][23][35][36][37]
- شاكيب أكروه، وهو مواطن بلجيكي يبلغ من العمر 25 عامًا من أصل مغربي فجر نفسه أثناء غارة للشرطة في سان دينيس والتي شنّتها الشرطة بعد خمسة أيام من هجمات باريس. لم يتم التعرف على أكرو حتى 15 يناير 2016.[38]

هاجم ثلاثة رجال آخرين مسرح باتاكلان باستخدام كلاشنكوف أيه كي أم وأخذوا رهائن. وقد فجر اثنان منهما أنفسهما عندما اقتحمت الشرطة المسرح. وأصيب الثالث برصاصة للشرطة وانفجرت سترته عندما سقط. ووفقًا للشرطة الفرنسية، كان هذان الشخصان هما:
- سامي أميمور، البالغ من العمر 28 عامًا من باريس قاتل في اليمن وكان معروفًا لدى أجهزة الاستخبارات،[22][39] أفادت التقارير أنه كان مطلوب دائمًا من الشرطة منذ عام 2012 بسبب بعض التهم المتعلقة بالإرهاب.[40]
- عمر إسماعيل مصطفي (29 عاما) من ضاحية كوركورون باريس، من أصل جزائري،[22] سافر إلى سوريا في عام 2013، وربما قضى بعض الوقت في الجزائر.[41] في عام 2010، وضعت السلطات الفرنسية مصطفى على قاعدة بيانات المشتبه بهم المتطرفين الإسلاميين.[22] تم التعرف عليه من قبل إصبع مقطوع وجدت داخل مسرح باتاكلان بعد انفجاره.[23][42]
- فؤاد محمد أغاد، 23 عامًا من ستراسبورغ (ستراسبورغ)، من أصل مغربي، سافر إلى سوريا في عام 2013.[22][43]

## المشتبه بهم في أحداث بروكسل

### إبراهيم البكراوي
إبراهيم البكراوي (9 تشرين الأول / أكتوبر 1986 - 22 آذار / مارس 2016) مواطن بلجيكي من أصل مغربي، تم التأكيد على أنه أحد الانتحاريين الذين هاجموا مطار بروكسل أثناء تفجيرات بروكسل عام 2016.

### خالد البكراوي
خالد البكراوي (12 كانون الثاني / يناير 1989 - 22 آذار / مارس 2016) مواطن بلجيكي من أصل مغربي وشقيق إبراهيم البكراوي، تم التأكيد على أنه أحد الانتحاريين الذين هاجموا محطة مترو مالبيك أثناء تفجيرات بروكسل.

### نجم العشراوي
نجم العشراوي (18 أيار / مايو 1991 - 22 آذار / مارس 2016) مواطن بلجيكي من أصل مغربي، تم التأكيد على أنه الانتحاري الثاني ضمن الانتحاريين الذين هاجموا مطار بروكسل أثناء تفجيرات بروكسل عام 2016. ويشتبه به أيضًا في ساهم في صنع القنابل المستخدمة في هجمات باريس في نوفمبر 2015. وبالإضافة إلى ذلك، كان العشراوي شريكًا متواطئًا مع صلاح عبد السلام، وهو العضو الباقي على قيد الحياة من المجموعة المرتبط مباشرة بهجمات باريس.

### محمد أبريني
محمد أبريني (مواليد 27 ديسمبر 1984) هو مواطن بلجيكي من أصل مغربي يزعم أنه شارك في تخطيط وتنفيذ هجمات باريس وتفجيرات بروكسل. تم تصويره مع العشراوي وإبراهيم البكراوي في مطار بروكسل قبل وقوع التفجيرات.

### أسامة كرايم
أسامة كرايم (مواليد 1992) هو مواطن سويدي من أصل سوري يشتبه في تورطه في تفجيرات بروكسل. كان كرايم هو الانتحاري الثاني في تفجير محطة مترو مالبيك، بعد أن تم تصويره مع خالد البكراوي في محطة مترو أخرى قبل دقائق من الهجوم.

## مشتبه بهم آخرون

### منفذيهجمات باريس في نوفمبر 2015
في 14 تشرين الثاني / نوفمبر، أوقفت الشرطة سيارة على الحدود بين بلجيكا وفرنسا وتم استجواب راكبيها الثلاثة ثم أُطلق سراحهم. كما ألُقي القبض على ثلاثة أشخاص آخرين في مولنبيك. اعتقلت الشرطة في ألمانيا في 5 تشرين الثاني / نوفمبر رجلًا يبلغ من العمر 51 عامًا من الجبل الأسود، وتم التحقيق في صلته بالاعتداءات؛ إذ عثروا على مسدسات آلية وقنابل يدوية ومتفجرات في سيارته.
وفي 15-16 تشرين الثاني / نوفمبر، داهمت وحدات الشرطة التكتيكية الفرنسية أكثر من 200 موقع في فرنسا، واعتقلت 23 شخصًا واستولت على الأسلحة. ووُضع 104 أشخاص آخرين قيد الإقامة الجبرية.
وفي 17 نوفمبر / تشرين الثاني، تابعت الشرطة ابن عم المهاجم وقاذد الخلية، عبد الحميد أبا عود، إلى مجمع من الشقق في سان دوني حيث رأوا أبا عود معه. شّنت الشرطة غارة استمرت عدة ساعات على إحدى الشقق في سانت دينيس في اليوم التالي، حيث توفي أبو عود ومنفذ إطلاق النار في المطعم شكيب أكروه، كما تم اعتقال ثمانية إرهابيين بالقرب من الشقة.
وفي 24 تشرين الثاني / نوفمبر، اتهم خمسة أشخاص في بلجيكا للاشتباه في تورطهم في هجمات باريس، وأصدر المدعون العامون البلجيكيون مذكرة توقيف بحق محمد أبريني، وهو يبلغ من العمر 30 عاما يشتبه أنه شريك صلاح عبد السلام. وأفيد أنه تم القبض على أبريني في 8 أبريل / نيسان 2016. كما يُشتبه أيضًا في تورطه في تفجيرات بروكسل 2016 الت يحدثت بعدها بأربعة أشهر.
وفي 9 ديسمبر / كانون الأول، اعتقل اثنان من مقاتلي داعش كانا يرافقان اثنين من مهاجمي باريس إلى أوروبا، كانوا متنكرين جميعًا كمهاجرين، في اليونان قبل أسابيع من الهجمات. وفي يوليو / تموز 2016، أُلقي القبض أيضًا على ناشط ثالث متورط على الرغم من نشاطه المنتظم على فيسبوك بلجيكا. وكان المسلحون الثلاثة جزءًا من وحدة تهدف إلى شنّ المزيد من الهجمات في 13 تشرين الثاني / نوفمبر، ولكن تعطلت خططهم بسبب الاعتقالين الأولين.
أجرى أحد أعاء الخلية الإرهابية اتصالات هاتفية إلى برمنغهام، إنجلترا، قبل يوم واحد من الهجمات مباشرةً.

### فابيان كلاين
فابيان كلاين (من مواليد 1977/1978) وهو الشخص الذي نشر تسجيل صوتي قبل يوم واحد من هجمات باريس أعلن فيه مسؤوليته عن الهجمات. ويُعرف كلاين لدى أجهزة المخابرات كجهادي مخضرم ينتمي إلى تنظيم الدولة الإسلامية في العراق والشام، ذو جنسية فرنسية. وهو مواطن فرنسي، خدم 5 سنوات من 2009 إلى 2014 في سجن فرنسي لتجنيد المقاتلين للذهاب إلى سوريا للانضمام إلى الجماعات المسلحة. وقد ارتبط كلاين بوقوع هجمات إرهابية أخرى منفذة ومخططة، وينظر إليه على أنه زعيم إرهابي معروف.

### أسامة عطار
في تشرين الثاني / نوفمبر 2016، يعتقد أن جهادي بلجيكي مغربي يعمل في سوريا يعرف باسم أسامة عطار نظم هجمات باريس الإرهابية عام 2015 وتفجيرات بروكسل 2016. كما يُعتقد أن فرق الاستخبارات اعتقلته بعد البحث عن رجل يعرف باسم أبو أحمد ظهر اسمه بعد اعتقال رجلين في النمسا بعد أسابيع قليلة من الهجمات التي وقعت في باريس. وكان شريكه رجل جزائري يدعى عادل حدادي، وهو باكستاني، محتجزًا في جزيرة ليروز اليونانية منذ اسابيع ولم يتمكن من السفر إلى باريس مع العراقيين اللذين فجرا أنفسهما في استاد فرنسا في باريس. كان عطار هو الرجل الوحيد الذي استهدفته تحقيقات فرق الاستخبارات في كلا التفجيرين بباريس وبروكسل. سافر عطار أولاً إلى سوريا من بلجيكا في عام 2002 ثم عاد في عام 2004 قبل السفر إلى العراق حيث تم اعتقاله لعبور الحدود بشكل غير قانوني وسجن لمدة 10 سنوات في عام 2005. وقد سجن في سجن أبو غريب الشهير، الذي تديره القوات الأمريكية. وعاد إلى بلجيكا في عام 2012 ولكن 7 سنوات في السجن كان كافية أن تحوله إلى متطرف. أُلقي القبض على شقيق عطار الأصغر ياسين في وقت قريب من هجمات بروكسل وداهمت الشرطة منازل أمهاتهم عدة مرات.

### زكريا بوفاسيل ومحمد علي أحمد
في يوليو / تموز 2015، قبل شهرين من هجمات باريس الإرهابية عام 2015، التقى رجلان يدعى زكريا بوفاسيل ومحمد علي أحمد مع أحد المشتبه بهم الرئيسيين في الهجمات محمد أبريني في حديقة في برمنغهام، بالمملكة المتحدة. أعطى الرجلين أبريني 3000 جنيه إسترليني من حساب مصرفي أنشأه رجل آخر سافر إلى سوريا للانضمام إلى تنظيم الدولة الإسلامية. وتبين أن معظم الأموال تأتي من إعانات الإسكان. وفي كانون الأول / ديسمبر 2016، أُدين الرجلان في إعداد أعمال الإرهاب.

### اعتقالات خلال غارات بروكسل عام 2016
في 15 آذار / مارس، شنت الشرطة غارة على منزل في غابة، في إحدى ضواحي بروكسل، فيما يتعلق بهجمات باريس في تشرين الثاني / نوفمبر 2015. أُصيب أربعة من رجال الشرطة في الغارة، في حين قتل أحد المشتبه بهم. تم التعرف على المشتبه به المتوفى على أنه محمد بلقايد، وهو مواطن جزائري يبلغ من العمر 35 عاما.
وبعد ثلاثة أيام في 18 مارس، شنت الشرطة غارة ثانية في منطقة سينت-يانس-مولينبيك في بروكسل. وأُلقي القبض على خمسة أشخاص، من بينهم صلاح عبد السلام، وثلاثة من أقارب عبد السلام، ومنير أحمد العاج. وأُصيب عبد السلام والعاج بجروح خلال الغارة.

### تفجيرات بروكسل عام 2016
في 24 آذار / مارس، أُلقي القبض على ستة أشخاص في غارات شنتها الشرطة في بروكسل وجيتي وشيربيك، وكلها تتعلق بالتحقيق في التفجيرات.
واعتبارًا من 26 آذار / مارس، أُلقي القبض على اثني عشر رجلا على صلة بالتفجيرات. وفي اليوم نفسه، اتهمت النيابة العامة البلجيكية فيصل شيفو، الذي كان قد احتجز قبل يومين أمام مكتب المدعي العام البلجيكي، ب «جرائم إرهابية، ومحاولة اغتيال تتعلق بمؤامرات إرهابية، وارتباطه بالجماعات الإرهابية». كان يشتبه في تشيفو بكونه الرجل على اليمين في لقطات الدوائر التلفزيونية المغلقة من المطار. ومع ذلك، أُطلق سراح تشيفو في 28 مارس بسبب عدم وجود أدلة.
وفي 27 آذار / مارس، ألقي القبض في إيطاليا على جزائري كان جزءًا من حلقة تزوير قدمت وثائق مزورة إلى مرتكبي الاعتداء في كل من باريس وبروكسل. وكانت الحكومة البلجيكية قد أصدرت مذكرة اعتقال أوروبية للرجل، الذي أوضحة وكالة أنسا أنه رجل يدعى جمال الدين أوالي (بلغ من العمر 40 عامًا في 6 كانون الثاني / يناير). وظهر اسم أوالي خلال عمليات البحث التي أجريت في تشرين الأول / أكتوبر في حي سان جيل في بروكسل، مما أسفر عن حوالي 000 1 صورة رقمية تستخدم في تقديم وثائق هوية مزورة.
واحتجز رجلان في 25 آذار / مارس ولكن تم تبرئتهما فيما بعد بسبب ما يشتبه في صلتهما بالخلية. واحتجز الأول، البالغ من العمر 28 عامًا، وهو طالب مغربي لاجئ، بعد فحص روتيني للشرطة في جيسن، لكونه على اتصال بالشبكة المباشرة لمهاجمي بروكسل. وكان لديه اسم مماثل لخالد البكراوي، ووجدت رسالة نصية مع كلمة "fin" على هاتفه الخلوي. تم تفسير "fin" في البداية على أنها «النهاية» باللغة الفرنسية، على الرغم من أنها اتضح أنها كلمة «أين» باللغة العربية. الرجل الثاني، تم التعرف عليه فقط باسم سمير E. اعتقل في دوسلدورف بألمانيا، لارتباطه بالتفجيرات.

## الأنشطة الإرهابية المخطط لها
كانت الخلية قد خططت في البداية لشن هجوم ثان على باريس بعد هجمات باريس الإرهابية عام 2015. ومع ذلك، اختاروا التسرع في تنفيذ هجوم بروكسل بعد أن فوجئوا بالتقدم المحرز في التحقيق الفرنسي. حصلت سي إن إن في سبتمبر 2016 على 90,000 صفحة من الوثائق المتعلقة بالتحقيق في هجمات باريس، والتي ذكرت أن زعماء داعش خططوا لهجمات أخرى في فرنسا وهولندا في 13 نوفمبر 2015.